# Kornhaus (Meißen)

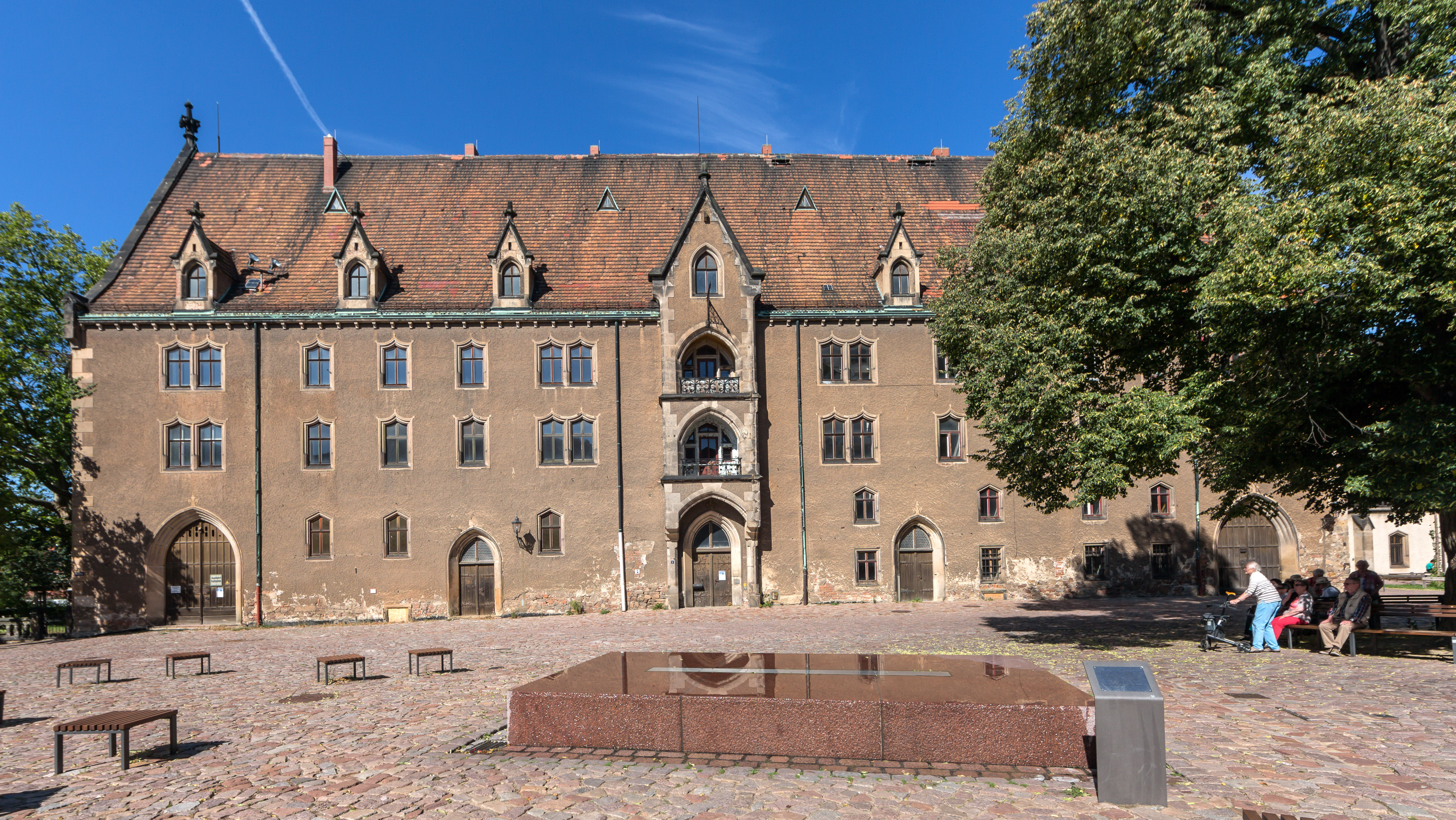
Ansicht 2015

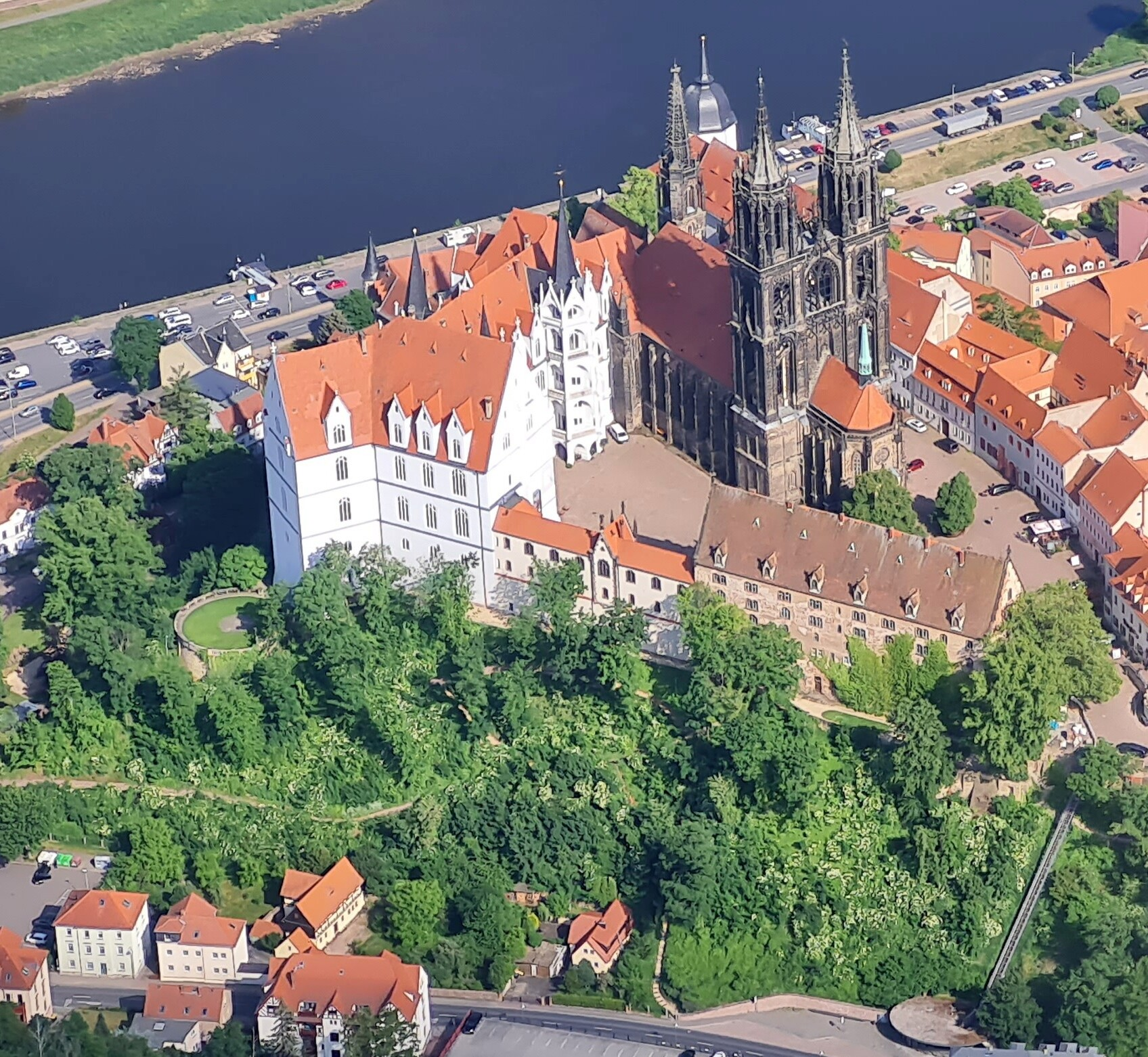
Luftbild 2022: Burgberg mit dem Kornhaus rechts im Bild

Das Kornhaus auf dem Burgberg nahe der Albrechtsburg in der Altstadt von Meißen ist ein im 15. Jahrhundert errichteter ehemaliger Getreidespeicher. Nach einer Nutzung durch die Porzellanmanufaktur Meißen und als Wohngebäude steht das Kornhaus seit einigen Jahren leer. Das Land Sachsen hat es als Kulturdenkmal unter Schutz gestellt.

## Geschichte

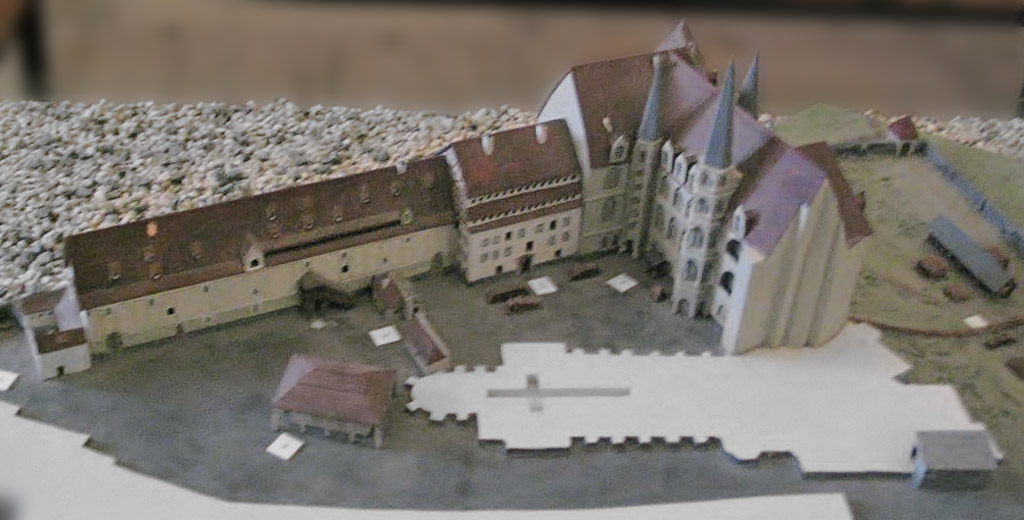
Modell der Albrechtsburg mit dem Kornhaus vor dem Umbau im 19. Jahrhundert

### Bis 1878
Im 10. Jahrhundert errichtete König Heinrich auf dem über der Elbe emporragenden Felsen eine Burg. Die von 1464 bis 1485 gemeinsam über Sachsen und Thüringen herrschenden Ernst und Albrecht beauftragten 1471 den Baumeister Arnold von Westfalen, an der Stelle der alten Markgrafenburg das erste deutsche Schloss zu errichten. Im Zuge dieses Umbaus von einer Burg zum Schloss wurde das Kornhaus als Zweckbau 1494 fertiggestellt. Die Grundmauern wurden direkt auf dem Felsen errichtet. Später war es auch Unterkunft für die Burgwache. Schon ab 1520 wurde das Erdgeschoss als Marstall für 80 Pferde genutzt.
August der Starke ließ nach der Erfindung des europäischen Porzellans durch Johann Friedrich Böttger die Manufaktur auf die Albrechtsburg verlegen, da dort die Geheimnisse um die Fertigung vermeintlich besser bewahrt bleiben sollten. Die Produktion fand auch im Kornhaus statt, das Brennhaus befand sich gleich nebenan. Dieses wurde 1817 errichtet und 1878 wieder abgerissen. Durch die Verwendung als Produktionssitz und durch Vernachlässigung der Bausubstanz wurde das Kornhaus im Laufe der Zeit in Mitleidenschaft gezogen. 1857 wurde ein Abriss erwogen.

### 1878 bis 2016
Ab Mitte des 19. Jahrhunderts ließ König Johann das Kornhaus sanieren und dort repräsentative Wohnräume für die königliche Familie einrichten. Oberlandbaumeister Karl Moritz Haenel hatte sich für den Erhalt des Kornhauses eingesetzt und ließ unter anderem im Erdgeschoss eine Gewölbedecke einziehen. Da die Residenz aber weiter in Dresden lag, wurden die Wohnräume nur selten genutzt. Das Schloss und damit auch das nun aus- und umgebaute Kornhaus blieben weitgehend unbewohnt.

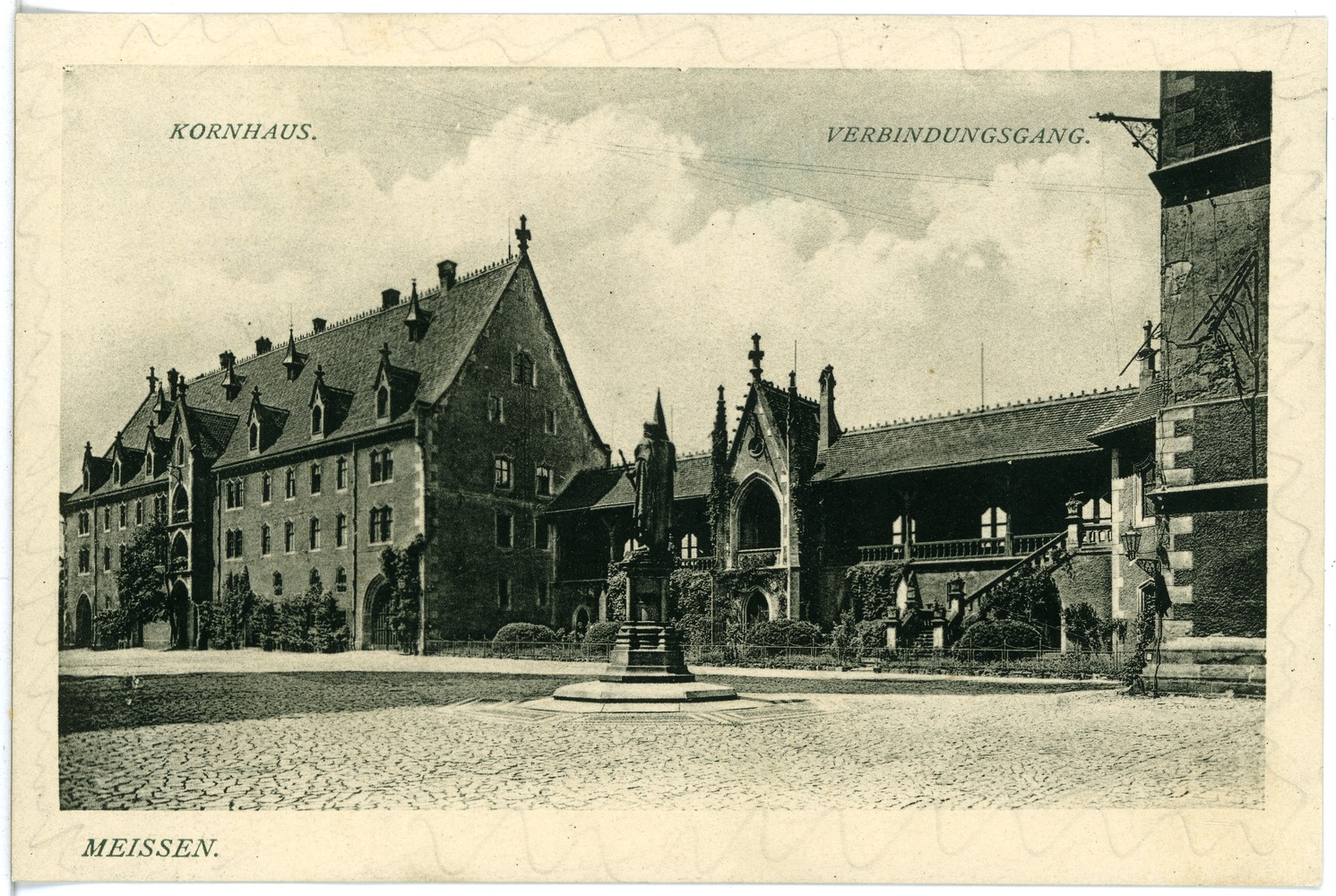
Das Kornhaus (links) 1914

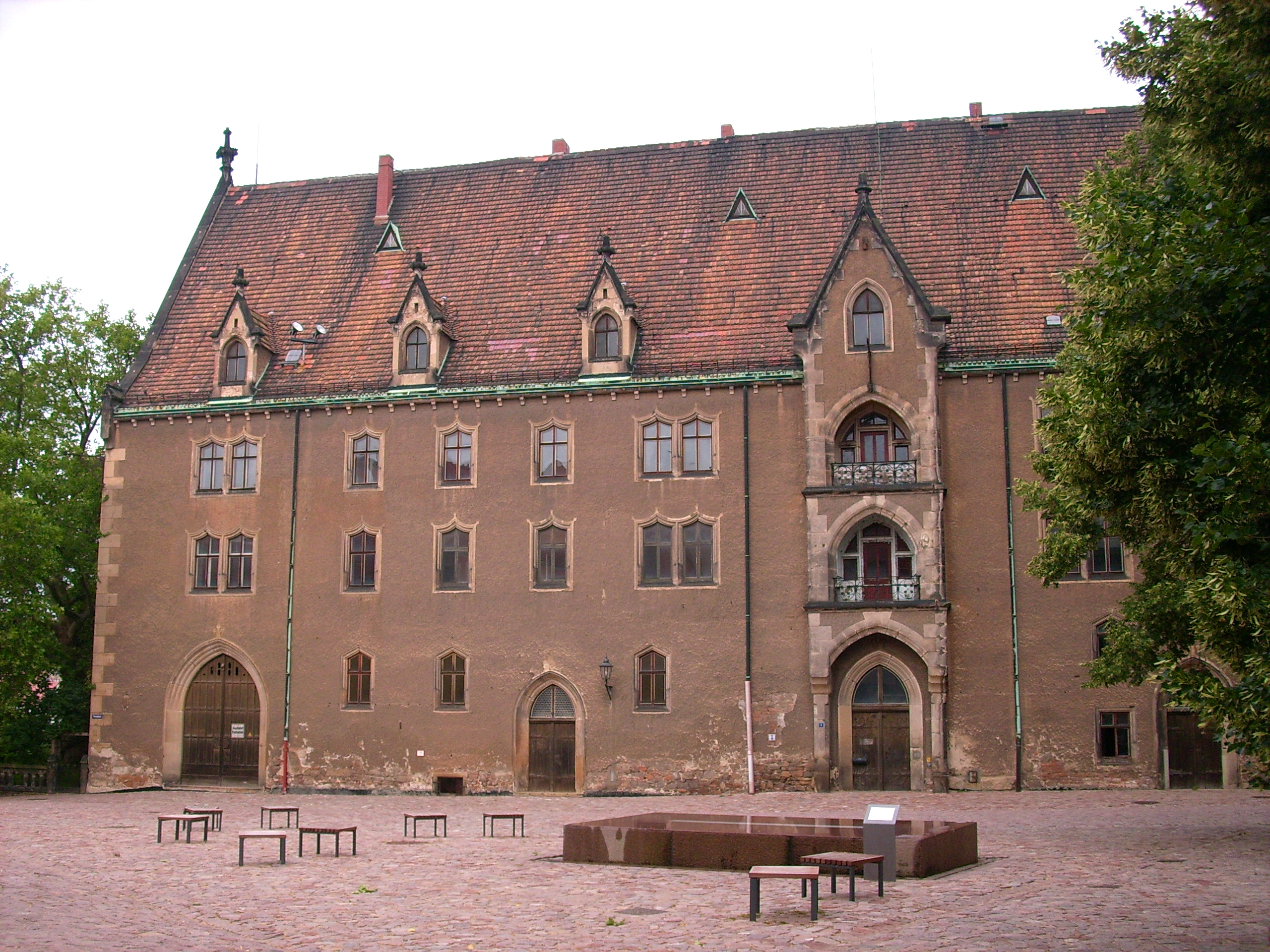
Ansicht 2012

Zu DDR-Zeiten diente das Kornhaus überwiegend als Wohnhaus. Die letzten Mieter zogen 2008 aus, unter anderem der Meißner Maler Ulrich Jungermann. Das Eigentum ging, zusammen mit Altschulden, nach der Wende an die Stadt Meißen über. Da die zu erwartenden Sanierungskosten hoch und die Mieteinnahmen gering waren, suchte die Stadt einen Käufer für das Haus. Dabei half das Land Sachsen und bot es 2006 auf einer Immobilienmesse in München an. Das Kornhaus wurde für 500.000 Euro vom städtischen Wohnungsunternehmen SEEG an die Mercurio Immobilien GmbH verkauft. Die Stadt verzichtete dabei auf das Rückkaufsrecht. Eigentümer waren italienische Staatsbürger, der Geschäftsführer war Cesare Geat. Der Plan war, in dem Haus ein Fünfsternehotel mit 48 Zimmern, einem Edelrestaurant, einem Tagescafé sowie einem Wellness- und Fitness-Bereich und einer Weinbar einzurichten. Im Juni 2008 lagen Umbaupläne des Meißner Architekten Knut Hauswald vor. Allerdings stellte das Landesamt für Denkmalpflege Sachsen ebenfalls 2008 fest, dass das Gebäude für eine Hotelnutzung nicht geeignet sei. Archäologische Untersuchungen sowie Auswirkungen der Weltfinanzkrise verzögerten damals den Baubeginn. Die Immobilie stand in den Jahren darauf mehrmals zum Verkauf für Beträge zwischen 1,8 und 3,2 Millionen Euro. Darüber hinaus wurde mit Sanierungs- und Umbaukosten von 10 bis 15 Millionen Euro gerechnet.

### Ab 2017
Eine Zeitlang bot der Verein Zahnrad & Zylinder Führungen im Kornhaus an. Das wurde vom Eigentümer 2018 untersagt.
Im August 2017 ließ die Stadt Meißen einen Versteigerungsvermerk in das Grundbuch eintragen. Die Baugenehmigung für den Umbau lief 2019 aus.  Die Kosten für die Grundbesitzabgaben in Höhe von 17.000 Euro bezahlte der Eigentümer nicht. Deshalb sollte das Kornhaus am 4. Juli 2022 zwangsversteigert werden. Startgebot waren 370.000 Euro. Für Aufsehen sorgte die Alternative für Deutschland, die das Haus kaufen und darin ein Schulungszentrum einrichten wollte. Dagegen formierte sich breiter Widerstand. Prominente wie Frank Richter, Gunther Emmerlich, Roland Kaiser, Ingo Schulze und Jörg Kachelmann verfassten einen offenen Brief. Kurz vor der Versteigerung beglich der Eigentümer die Schulden. Eine Spendensammlung der Prominenten erbrachte über mehrere Monate nur 2700 Euro.
Im Dezember 2023 wurde das Kornhaus an die Meißner Emma-und-Otto-Horn-Stiftung verkauft und der Verkauf notariell beglaubigt. Der Kaufpreis soll bei etwa einer Million Euro gelegen haben. Nach einem Nutzungszweck wird weiter gesucht. Zuerst soll das Dach neu gedeckt werden. Die Kosten dafür belaufen sich auf rund 950.000 Euro. Im Mai 2024 erhielt die die Otto-und-Emma-Horn-Stiftung einen Fördergeldbescheid aus dem Sächsischen Landes-Denkmalprogramm in Höhe von 800.000 Euro. Eine weitere Förderung von 1,3 Millionen Euro zur Restaurierung der Außenhülle erhielt die Stiftung von der Deutschen Stiftung Denkmalschutz. Baustart für den ersten Abschnitt zur Dachsanierung war am 30. September, die Fertigstellung soll im Mai 2025 sein.
Die Putzarbeiten im zweiten Bauabschnitt werden wohl bis 2026 dauern. Die Kosten für den zweiten Abschnitt liegen bei geschätzten 1,5 Millionen Euro, sodass die komplette Erneuerung Außenhülle etwa 2,5 Millionen Euro kosten wird. Ein Förderantrag für ein Bundesprogramm zur Rettung und Sanierung gefährdeter Baudenkmäler wurde eingereicht, es geht um 1,25 Millionen Euro. Das Geld würde für Außenputz, Fenster, Türen, Tore und den Sandstein reichen. Dieser Antrag wurde im Herbst 2024 abgelehnt. Die ursprünglich einmal geplanten 15 Millionen Euro fürs Gesamtprojekt werden wohl nicht benötigt. Neuere Schätzungen gehen eher von acht Millionen aus.
Im Zuge des Besitzerwechsels 2024 erhielt das Kornhaus eine neue Hausnummer. War dies bisher der Burgberg 1, so ist es seitdem der Burgberg 15.

## Beschreibung

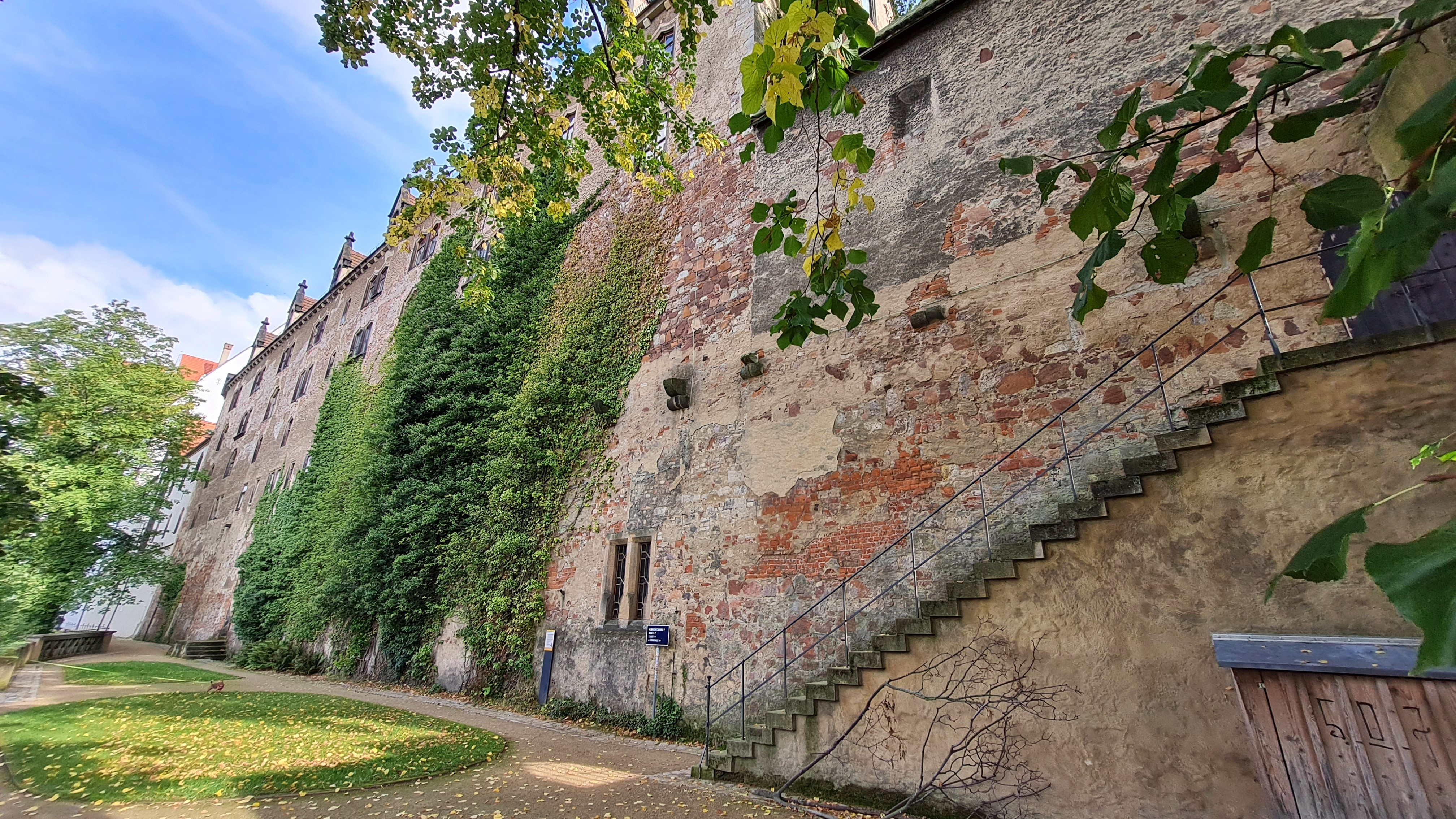
Talseitige Verteidigungsmauer

Das Kornhaus ist ein dreigeschossiger Bau. Die Nutzfläche beträgt bis zu 3.000 Quadratmeter (ohne Dachausbau etwa 2.200 Quadratmeter). Die talseitige Mauer ist auffällig gerade und hat eine Stärke von 2 bis 2,35 Metern. In der Verteidigungsmauer befanden sich sechs tiefe, übereinander liegende schlitzförmige Schießscharten mit sich raumartig anschließenden Schießnischen. Eventuell wurde das gesamte Kornhaus an eine bereits bestehende Verteidigungsmauer angebaut. Die Schießscharten sind im Kellergeschoss noch gestört enthalten. Die Wand zum Innenhof diente nicht der Verteidigung und hat eine Stärke von 0,8 bis 1,3 Metern.
Der Keller ist 57 Meter lang, 10 Meter breit und im Scheitel 4,8 Meter hoch. Er ist mit einem einfachen Tonnengewölbe gedeckt. Alle Geschossdecken sind Holzbalkendecken. Dendrochronologische Untersuchungen zeigen, dass die Bäume für alle drei Geschossdecken 1494 gefällt wurden. Demnach wurde das Kornhaus als schmuckloses Wirtschaftsgebäude innerhalb eines Jahres errichtet. Die Holzbalken waren in den Räumen jeweils sichtbar und mit einer typischen Schiffskehlprofilierung versehen. Die meisten Decken haben sich bis heute erhalten.
Der Umbau im letzten Drittel des 19. Jahrhunderts verlieh dem Bau ein neogotisches Erscheinungsbild mit passenden Fenstern, Giebeln und einem Satteldach. Daneben sind originale Schmuck- und Bauelemente aus Sandstein erhalten.
Im Erdgeschoss befindet sich ein großer Raum mit Kreuzgewölbe und quadratischen Säulen, die einstige Stallung für die Pferde. Daneben befinden sich Remisen für die königlichen Kutschen. Über die gesamte Länge des Hauses von 64 Metern erstreckt sich der Dachboden, bei einer Breite von knapp 14 Metern. Die Konstruktion ist „ein frühes Beispiel eines freitragenden Längstragwerks in der mittleren Stuhlebene mit eindrucksvoll zusammengesetzten Hängesäulen. Damit wurde eine praktische Stützenfreiheit der unteren Dachebene erreicht.“ Die Abbundzeichen an den Sparren sind sämtlich erhalten. Im Dachboden wurde vor allem Korn eingelagert. Im Keller gab es einen direkten Übergang vom Kornhaus zur Albrechtsburg.